# Калонга, Лоренсо
Лоренцо Калонга Арсе (исп. Lorenzo Calonga Arce; 28 августа 1929 — 20 сентября 2003) — парагвайский футболист. Участник чемпионата мира по футболу 1950 года в составе сборной Парагвая.

## Карьера
Калонга начал свою футбольную карьеру в Парагвае, где играл за команды «Серро Портеньо», «Олимпия» и «Гуарани», с которой в 1949 году он смог выиграть чемпионат Парагвая. Далее выступал за колумбийские клубы «Депортиво Перейра» и «Индепендьенте Медельин». С последними он дважды стал чемпионом Колумбии в 1955 и 1957 годах. В конце своей карьеры Калонга отправился в Мексику, где играл за клубы «Ирапуато» и «Леон».
Калонга был включен в заявку сборной на чемпионат мира 1950 года в Бразилии, однако он не вышел на поле ни в одном матче.
После завершения своей игровой карьеры Калонга вернулся в Колумбию, где начал работать в качестве тренера. В сезоне 1961 года он стал главным тренером команды «Депортес Киндио».

## Личная жизнь
Лоренцо родился в Парагвае. В конце 1940-х годов он принял решение перебраться в Колумбию, страну, к которой он испытывал особое влечение и привязанность, где впоследствии и получил гражданство. Был женат на колумбийке, есть дочь Анжела. Последние 23 года своей жизни прожил в Арауке.
В возрасте 77 лет Лоренцо Калонга умер от пневмонии в городе Араука.